# Галичное сельское поселение
Галичное се́льское поселе́ние — муниципальное образование в Комсомольском районе Хабаровского края Российской Федерации. 
Образовано в 2004 году.
Административный центр — посёлок Галичный.

## Население
| 2010 | 2011 | 2012 | 2013 | 2014 | 2015 | 2016 |
| ---- | ---- | ---- | ---- | ---- | ---- | ---- |
| 582  | ↗587 | ↘562 | ↘549 | ↘542 | ↘518 | ↘499 |
| 2017 | 2018 | 2019 | 2020 | 2021 |      |      |
| ↘479 | ↘466 | ↘453 | ↗458 | ↗485 |      |      |

## Населённые пункты
В состав поселения входят 2 населённых пункта:
| № | Населённый пункт   | Тип              | Население |
| - | ------------------ | ---------------- | --------- |
| 1 | Галичный           | посёлок          | ↘483      |
| 2 | Дом отдыха Шарголь | населённый пункт | ↗2        |